# Charles-Gustave Kuhn
Charles-Gustave Kuhn (28 de abril de 1889-18 de diciembre de 1952) fue un jinete suizo que compitió en la modalidad de salto ecuestre. Participó en los Juegos Olímpicos de Ámsterdam 1928, obteniendo una medalla de bronce en la prueba individual.

## Palmarés internacional
| Juegos Olímpicos | Juegos Olímpicos         | Juegos Olímpicos  | Juegos Olímpicos |
| Año              | Lugar                    | Medalla           | Categoría        |
| ---------------- | ------------------------ | ----------------- | ---------------- |
| 1928             | Ámsterdam (Países Bajos) | Medalla de bronce | Individual       |